# Acinopus gutturosus
Acinopus gutturosus é uma espécie de insetos coleópteros pertencente à família Carabidae. A autoridade científica da espécie é Buquet, tendo sido descrita no ano de 1840. Trata-se de uma espécie presente no território português.